# 阿拉帕卡姆
阿拉帕卡姆（Alapakkam），是印度泰米尔纳德邦Kancheepuram县的一个城镇。总人口5421（2001年）。

## 人口
该地2001年总人口5421人，其中男性2871人，女性2550人；0—6岁人口531人，其中男265人，女266人；识字率72.16%，其中男性为78.75%，女性为64.75%。